# Ново Село (Пећ)
Ново Село (алб. Novosellë) је насељено место у општини Пећ, на Косову и Метохији. Према попису становништва из 2011. у насељу је живело 1.817 становника.

## Историја
У турском попису из 1485. године помиње се као Ново Село у околини Пећи са 30 српских домова и попом Богданом међу њима. То сведочи да је тада у овом већем селу постојала парохија са црквом и свештеником. По народном предању Срба, црква је била на месту где је сада џамија и муслиманско гробље. У бечком Државном архиву налази се жалба, писана на немачком језику, у којој су наведени Никола Филиповић, Арсеније Крстић и Илија Недовић из Новог Села које су Албанци убили 19. и 20. јула 1878. Ови аустријски документи јасно говоре да су Срби живели у Новом Селу и до краја XIX века. Од месеца маја 1999. године у Новом Селу нема ниједне српске куће. Све су попаљене и срушене, а Срби протерани.

## Становништво
Према попису из 2011. године, Ново Село има следећи етнички састав становништва:
| Националност | 2011.          |
| Албанци      | 1.716 (94,44%) |
| Бошњаци      | 49 (2,70%)     |
| Египћани     | 49 (2,70%)     |
| недоступно   | 3 (0,16%)      |
| Укупно       | 1.817          |

| Демографија | Демографија | Демографија |
| Година      | Становника  | Становника  |
| ----------- | ----------- | ----------- |
| 1948.       | 863         |             |
| 1953.       | 1.088       |             |
| 1961.       | 1.268       |             |
| 1971.       | 1.679       |             |
| 1981.       | 2.159       |             |
| 1991.       | 2.306       |             |
| 2011.       | 1.817       |             |